# Paguristes hummi
Paguristes hummi är en kräftdjursart som beskrevs av Ed F. Wass 1955. Paguristes hummi ingår i släktet Paguristes och familjen Diogenidae. Inga underarter finns listade i Catalogue of Life.